# Ishmail Wainright
Ishmail "Ish" Carzell Wainright, né le 12 septembre 1994 à Kansas City dans le Missouri, est un joueur américano-ougandais de basket-ball évoluant au poste d'ailier fort voire d'ailier.

## Biographie
Après quatre années de basket-ball universitaire sous le maillot des Bears de Baylor, il s'essaye au football américain avec la même université lors de la saison 2017-2018.
En 2018, il signe en Allemagne en faveur du Nuremberg BC.
En août 2021, après une saison passée du côté de la SIG Strasbourg, il signe un contrat de deux saisons en faveur des Raptors de Toronto pour y découvrir la NBA. Il est coupé à l'aube du début de saison.
Le 22 octobre 2021, il signe un contrat two-way en faveur des Suns de Phoenix. Le 10 avril 2022, il signe un contrat standard. Il est coupé en octobre 2023.
En octobre 2023, il est coupé par les Suns de Phoenix puis signé dans la foulée par les Trail Blazers de Portland. Il est coupé début janvier 2024.
Wainright revient aux Suns de Phoenix avec un contrat two-way en mars 2024.

## Statistiques

### Professionnelles

#### Saison régulière
| Saison    | Équipe   | Matchs | Titul. | Min./m | % Tir | % 3pts | % LF | Rbds/m. | Pass/m. | Int/m. | Ctr/m. | Pts/m. |
| --------- | -------- | ------ | ------ | ------ | ----- | ------ | ---- | ------- | ------- | ------ | ------ | ------ |
| 2021-2022 | Phoenix  | 45     | 0      | 8,0    | 39,4  | 32,2   | 58,3 | 1,20    | 0,30    | 0,40   | 0,10   | 2,40   |
| Carrière  | Carrière | 45     | 0      | 8,0    | 39,4  | 32,2   | 58,3 | 1,20    | 0,30    | 0,40   | 0,10   | 2,40   |

#### Playoffs
| Saison   | Équipe   | Matchs | Titul. | Min./m | % Tir | % 3pts | % LF | Rbds/m. | Pass/m. | Int/m. | Ctr/m. | Pts/m. |
| -------- | -------- | ------ | ------ | ------ | ----- | ------ | ---- | ------- | ------- | ------ | ------ | ------ |
| 2022     | Phoenix  | 7      | 0      | 3,8    | 41,7  | 50,0   | –    | 1,60    | 0,10    | 0,10   | 0,10   | 1,90   |
| Carrière | Carrière | 7      | 0      | 3,8    | 41,7  | 50,0   | –    | 1,60    | 0,10    | 0,10   | 0,10   | 1,90   |